# Wulai

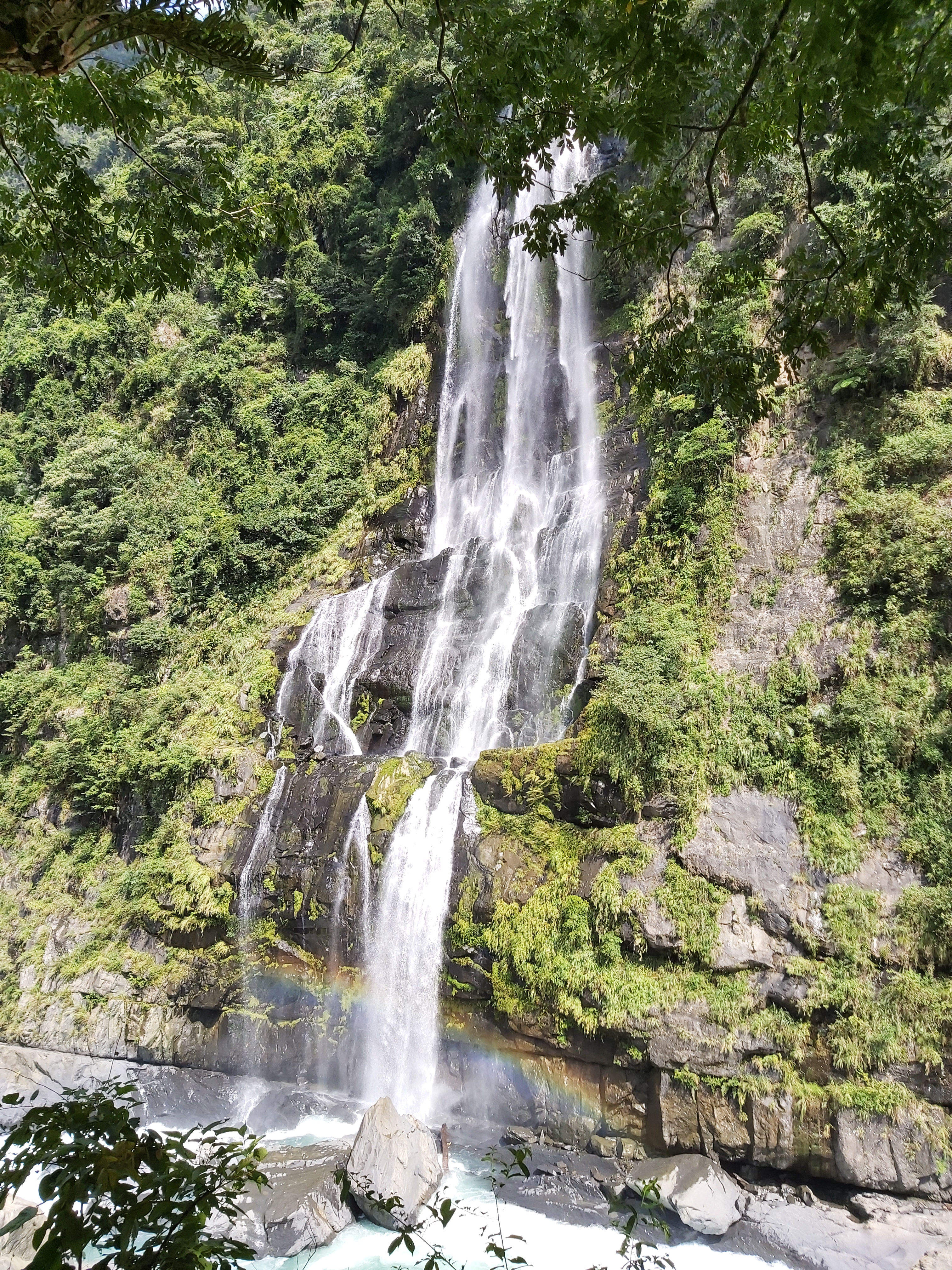
Wasserfall in Wulai

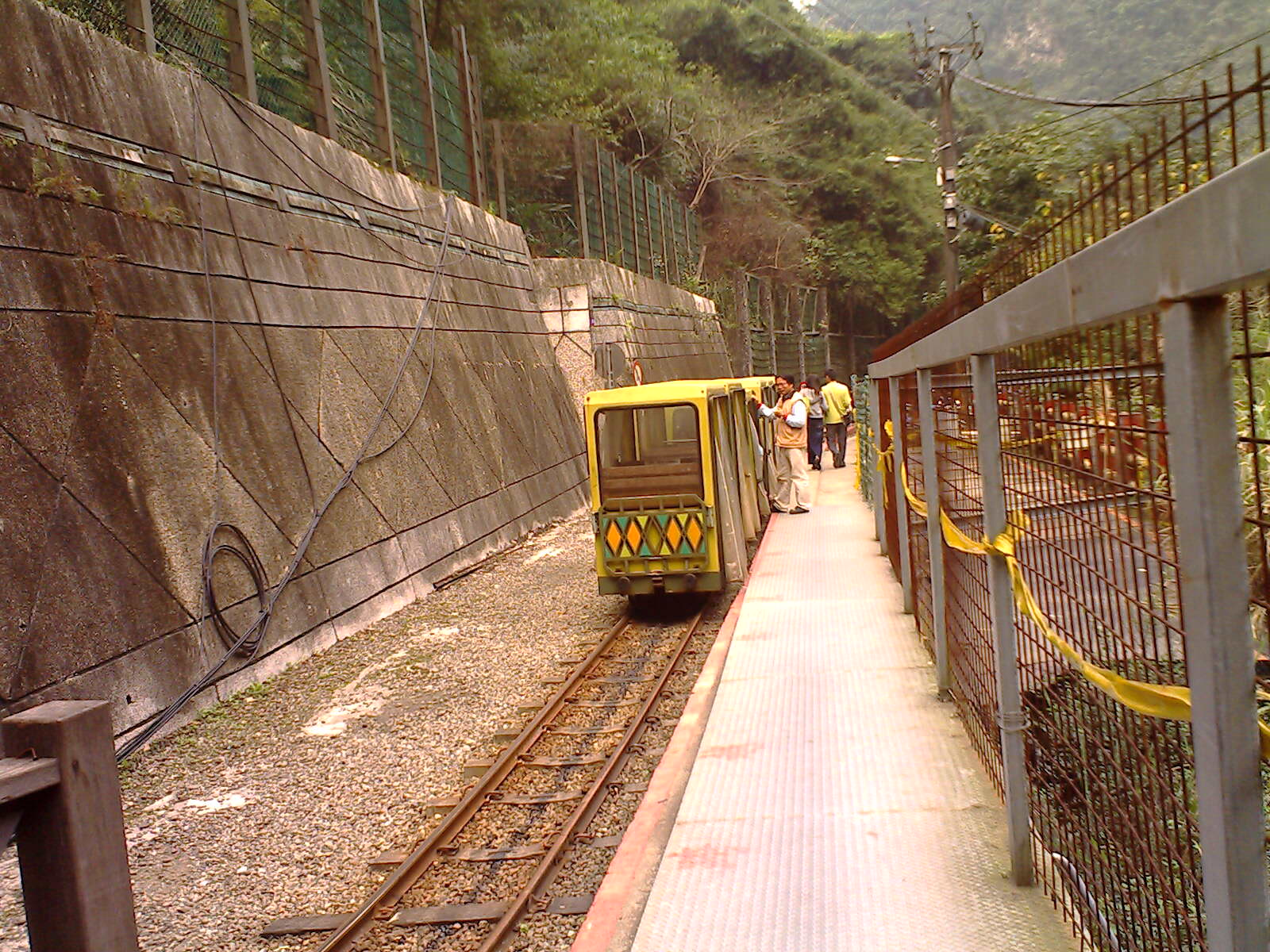
Kleine Züge in Wulai

Wulai (chinesisch 烏來區, Pinyin Wūlái Qū) ist ein Bezirk von Neu-Taipeh in Taiwan. Er ist berühmt für seine heißen Quellen. Der Name stammt von der Atayal-Phrase qilux ulay, was „heiß und giftig“ bedeutet. Außerdem ist es die nördlichste Ureinwohner-Siedlung Taiwans.

## Übersicht und Geographie
Wulai liegt im Süden von Neu-Taipeh, zwischen der Xueshan- und der Jialishan-Gebirgskette. Es hat ca. 6000 Einwohner auf einer Fläche von 321 km² und hat damit die geringste Bevölkerungsdichte aller Bezirke der Stadt. Gleichzeitig ist Wulai mit 15,6 % der Gesamtfläche der Gesamtfläche der Stadt der flächenmäßig größte Bezirk. Es liegt auf einer durchschnittlichen Höhe von 250 Metern. Bis der Landkreis Taipeh in die Stadt Neu-Taipeh umgewandelt wurde und somit Wulai den Status eines Bezirkes (區,  Qū) erhielt, hatte es den Status einer Landgemeinde (鄉,  Xiāng).

## Geschichte
Ungefähr in der Mitte der Qing-Dynastie begannen sich die Atayal in diesem Gebiet anzusiedeln. Nach der japanischen Übernahme Taiwans 1895 wurde Wulai zur Zuständigkeit der Präfektur Taipeh (jap. 臺北縣 Taihoku-ken). Nach einer Verwaltungsumorganisierung 1901 fiel Wulai unter die Zuständigkeit der Shenkeng-Präfektur (深坑廳 Shinkō-chō) sowie der Unterpräfektur Xindian der Präfektur Taipeh (臺北廳新店支廳 Taihoku-chō Shinten-shichō). 1920 wurde es unter der Zuständigkeit des Landkreises Wenshan in der Präfektur Taipeh (臺北州文山郡 Taihoku-shū Bunsan-gun) als „unzivilisierte Gegend“ (蕃地 banchi) organisiert (Anmerkung: Die japanischen Bezeichnungen für Präfektur änderten sich im Laufe der Zeit, wohingegen die deutsche Übersetzung stets gleich bleibt). In dieser „unzivilisierten Gegend“ gab es zwanzig Weiler (字 aza).
Nach der Übernahme Taiwans durch die Republik China wurde 1946 der Bezirk Wulai in eine Landgemeinde in Wenshan umgewandelt. Im August 1950 fiel Wulai anschließend in die Zuständigkeit des Landkreises Taipeh. Als letzter Schritt wurde Wulai am 25. Dezember 2010 schließlich zu einem Stadtteil der Stadt Neu-Taipeh.

## Administrative Gliederung
Wulai ist in fünf Dörfer unterteilt, welche wiederum mehrere Siedlungen haben.
- Zhongzhi (chinesisch 忠治里)
- Wulai (chinesisch 烏來里)
- Xinxian (chinesisch 信賢里)
- Xiaoyi (chinesisch 孝義里)
- Fushan (chinesisch 福山裡)

## Sehenswürdigkeiten
Der Ort ist für seine heißen Quellen, die Ureinwohner-Kultur und seine Wasserfälle berühmt. Der berühmteste Wasserfall ist der Wulai-Wasserfall mit einer Höhe von ca. 80 Metern. Im Stadtgebiet gibt es viele Hotels, in denen man in heißen Quellen baden kann, wie auch im Wulai-Fluss direkt. Es befindet sich ein Atayal-Museum in der alten Hauptstraße Wulais (traditionelles Chinesisch: 烏來老街; vereinfachtes Chinesisch: 乌来老街; pinyin: Wūlái Lǎojiē). Diese ist außerdem bekannt für die unzähligen Essensstände, die verschiedenste traditionelle Gerichte anbieten. In einiger Entfernung von der Innenstadt befinden sich Wasserfälle und ein Erlebnispark, welcher mit einer Seilbahn erreichbar ist, die das Wulai-Tal überspannt. Die Schmalspurbahn Wulai Taiche, welche zu japanischer Zeit als handbetriebene Eisenbahn errichtet und für den Bergbau und Holztransport genutzt wurde, befördert heute Touristen zu den Wasserfällen.